# Луцій Корнелій Лентул (претор 211 року до н. е.)
Луцій Корнелій Лентул (*Lucius Cornelius Lentulus, 245 до н. е. —після 209 до н. е.) — політичний та військовий діяч Римської республіки.

## Життєпис
Походив з патриціанського роду Корнеліїв Лентулів. Син Публія Лентула Кавдіна, консула 236 року до н. е. У 211 році до н. е. обіймав посаду претора і за жеребом керував Сардинією з двома легіонами. У 209 році до н. е. служив легатом під командуванням Клавдія Марцелла проти Ганнібала при Канузії. Подальша доля невідома.